# جون آلان (مقاتل)
جون آلان آرتي (بالبرتغالية: John Allan Arte؛ مواليد 22 فبراير 1993) هو مُقاتل فنون قتالية مختلطة برازيلي.

## وصلات خارجية
- جون آلان (مقاتل) على موقع يو إف سي (الإنجليزية)
- جون آلان (مقاتل) على موقع شيردوغ (الإنجليزية)